# Comuna Roșia de Secaș, Alba
Roșia de Secaș (în maghiară Székásveresegyháza, în germană Rothkirch) este o comună în județul Alba, Transilvania, România, formată din satele Roșia de Secaș (reședința), Tău și Ungurei.

## Demografie
Componența etnică a comunei Roșia de Secaș
     Români (89,89%)
     Alte etnii (0,78%)
     Necunoscută (9,32%)
Componența confesională a comunei Roșia de Secaș
     Ortodocși (80,28%)
     Penticostali (7,33%)
     Alte religii (1,64%)
     Necunoscută (10,75%)
Conform recensământului efectuat în 2021, populația comunei Roșia de Secaș se ridică la 1.405 locuitori, în scădere față de recensământul anterior din 2011, când fuseseră înregistrați 1.542 de locuitori. Majoritatea locuitorilor sunt români (89,89%), iar pentru 9,32% nu se cunoaște apartenența etnică. Din punct de vedere confesional, majoritatea locuitorilor sunt ortodocși (80,28%), cu o minoritate de penticostali (7,33%), iar pentru 10,75% nu se cunoaște apartenența confesională.

## Politică și administrație
Comuna Roșia de Secaș este administrată de un primar și un consiliu local compus din 11 consilieri. Primarul, Vasile-Nicolae Bogdan[*], de la Partidul Național Liberal, este în funcție din 1 noiembrie 2024. Începând cu alegerile locale din 2024, consiliul local are următoarea componență pe partide politice:
|  | Partid                          | Consilieri | Componența Consiliului | Componența Consiliului | Componența Consiliului | Componența Consiliului |
|  | ------------------------------- | ---------- | ---------------------- | ---------------------- | ---------------------- | ---------------------- |
|  | Partidul Național Liberal       | 4          |                        |                        |                        |                        |
|  | Partidul Social Democrat        | 4          |                        |                        |                        |                        |
|  | Alianța pentru Unirea Românilor | 2          |                        |                        |                        |                        |
|  | Partidul Puterii Umaniste       | 1          |                        |                        |                        |                        |

## Atracții turistice
- Biserica de lemn "Sfântul Gheorghe" din satul Tău, construcție secolul al XVIII-lea, monument istoric
- Biserica evanghelică din satul Ungurei
- Monumentul Eroilor din satul Roșia de Secaș
- Muzeul etnografic din Roșia de Secaș

## Personalități născute aici
- Gligor Hașa (1938 - 2020), scriitor, profesor;
- Nicolae Burnete (n. 1960), inginer, profesor universitar, fost ministru.

## Imagini

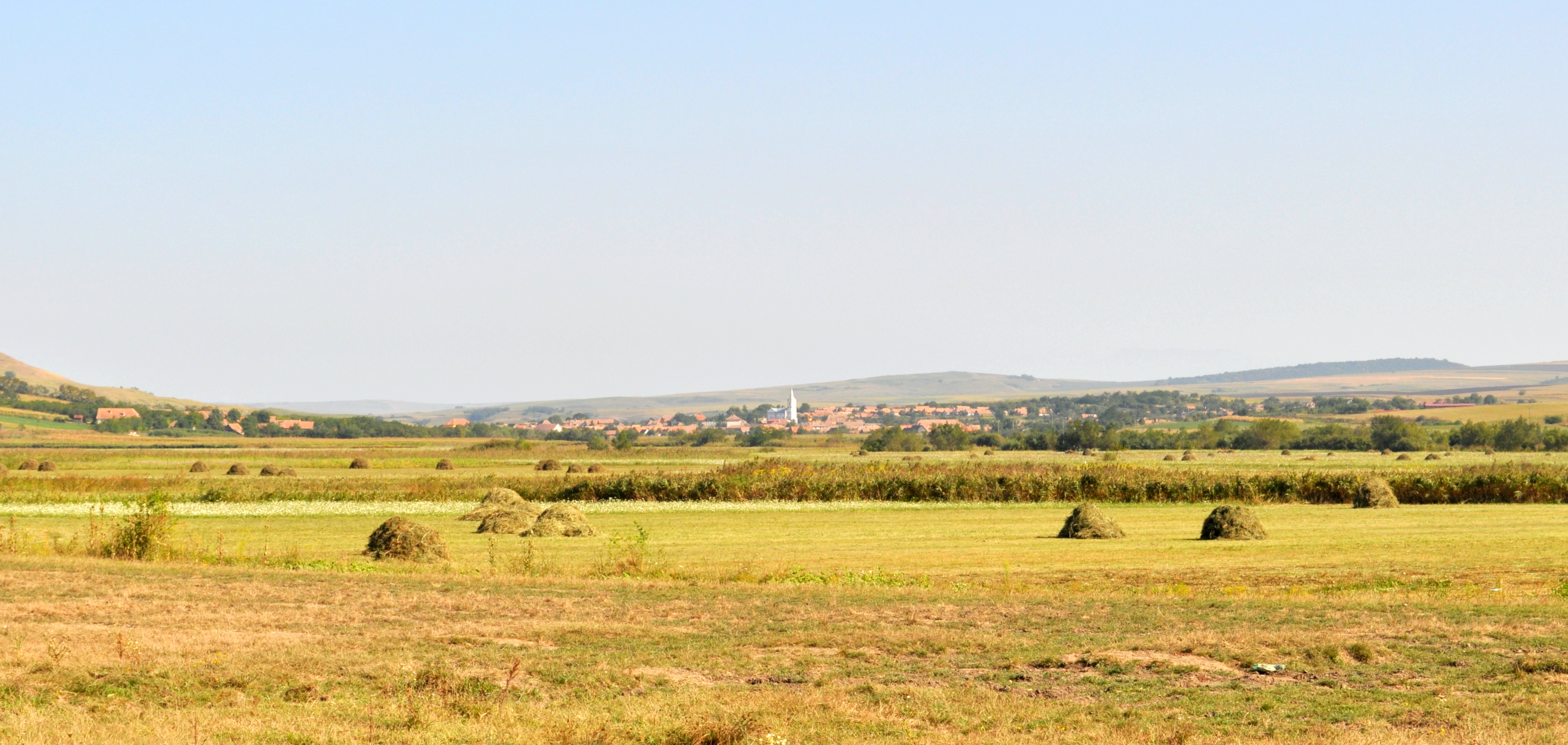
Roșia de Secaș
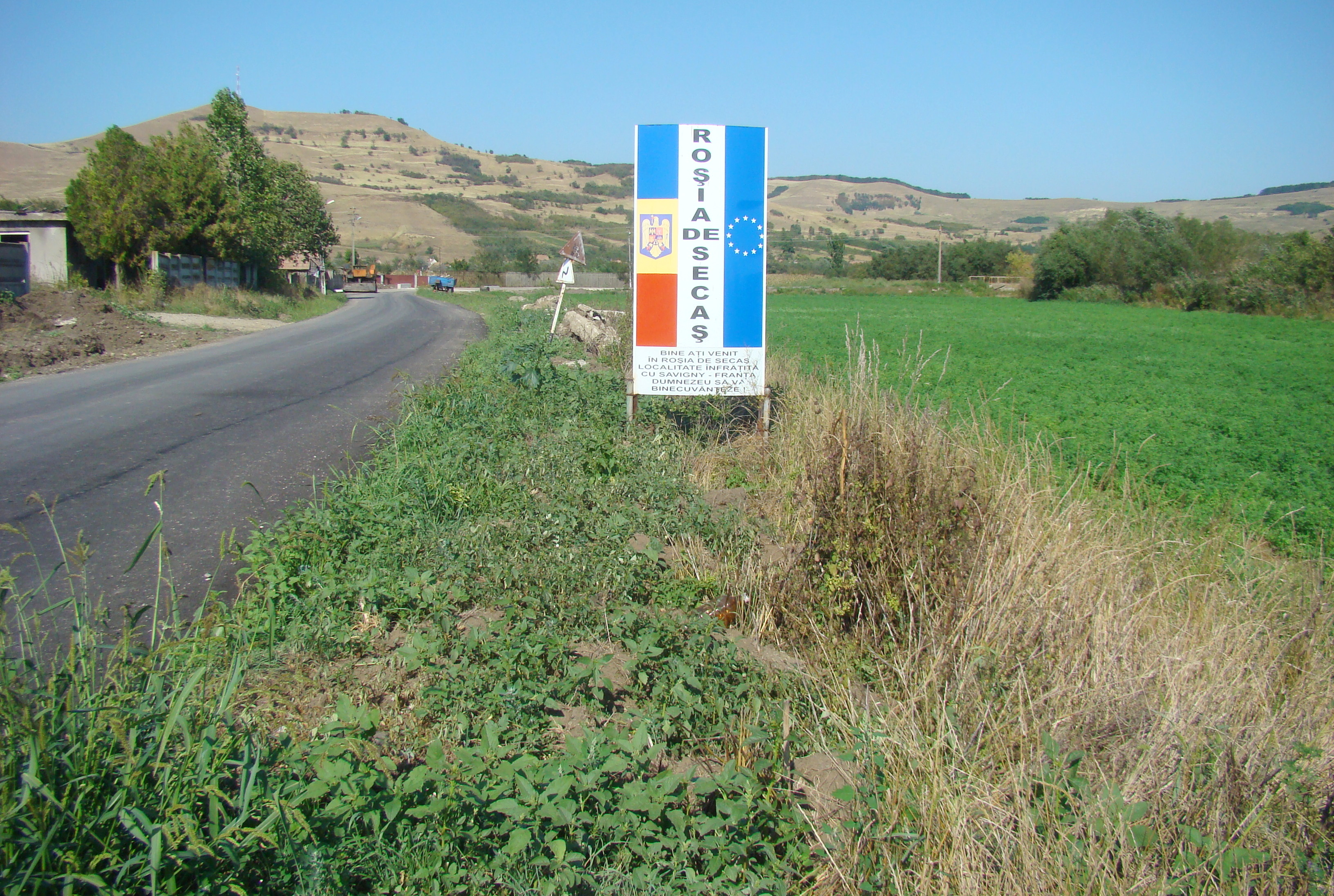
Intrarea în localitate
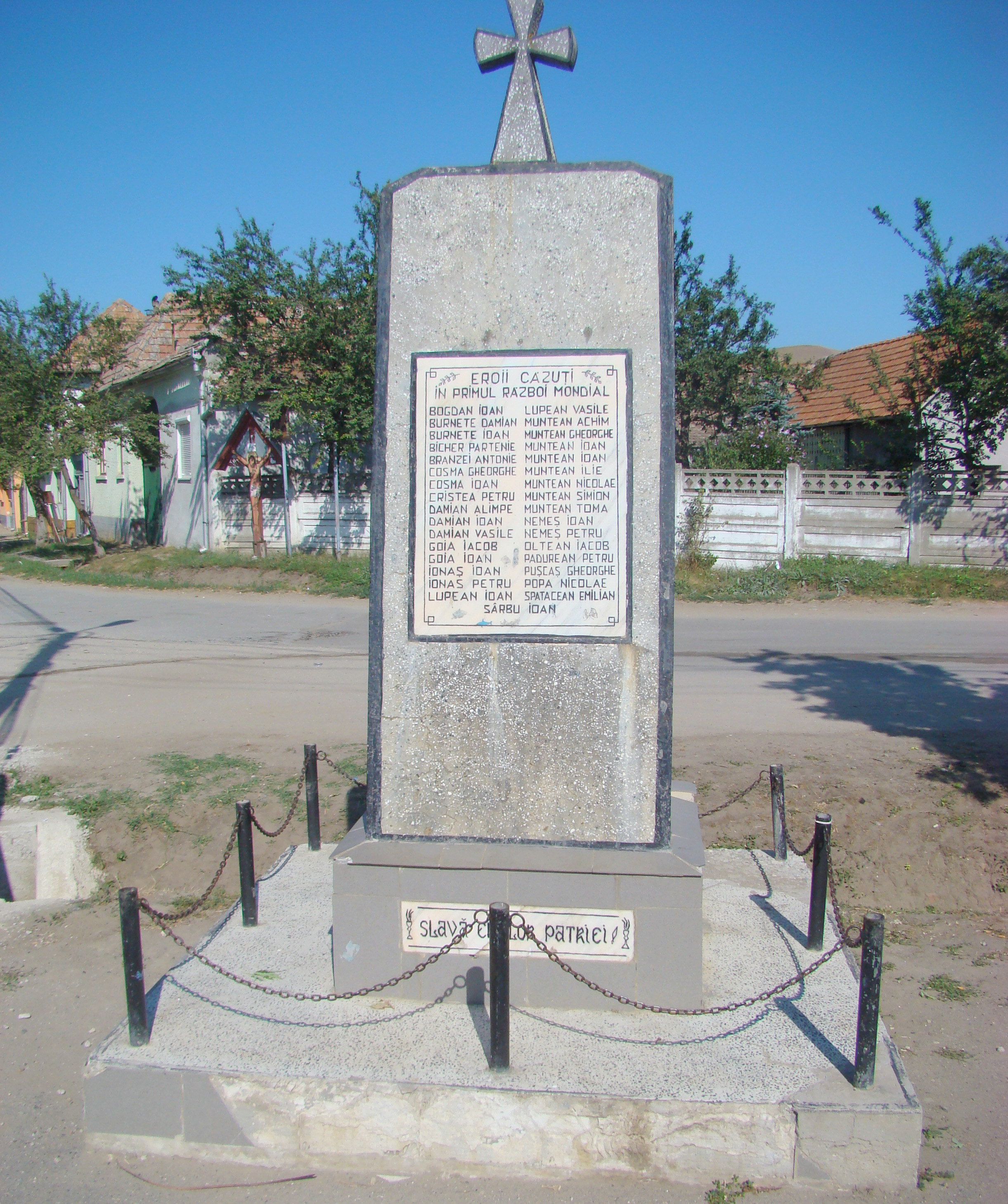
Monumentul eroilor
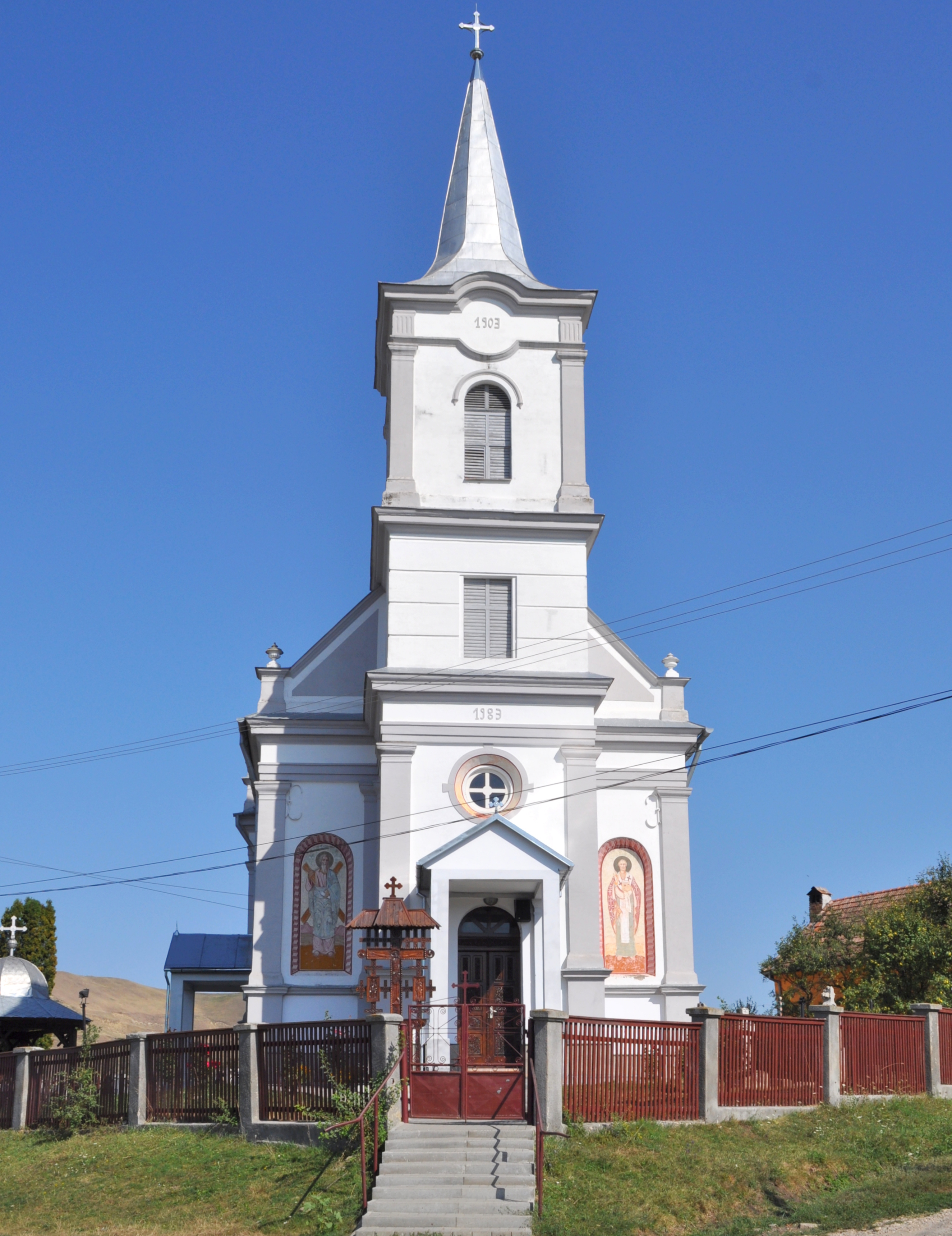
Biserica
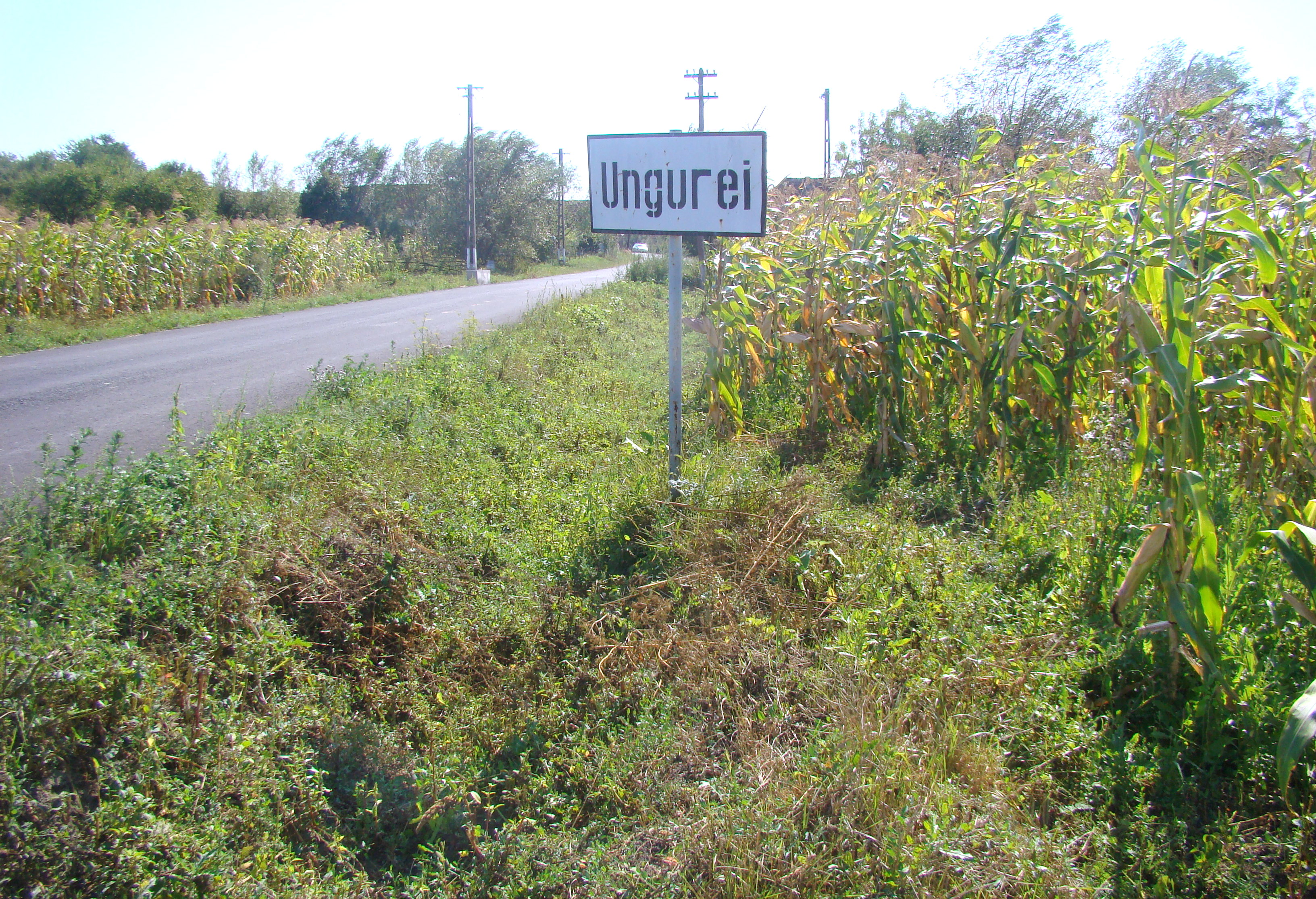
Intrarea în satul Ungurei
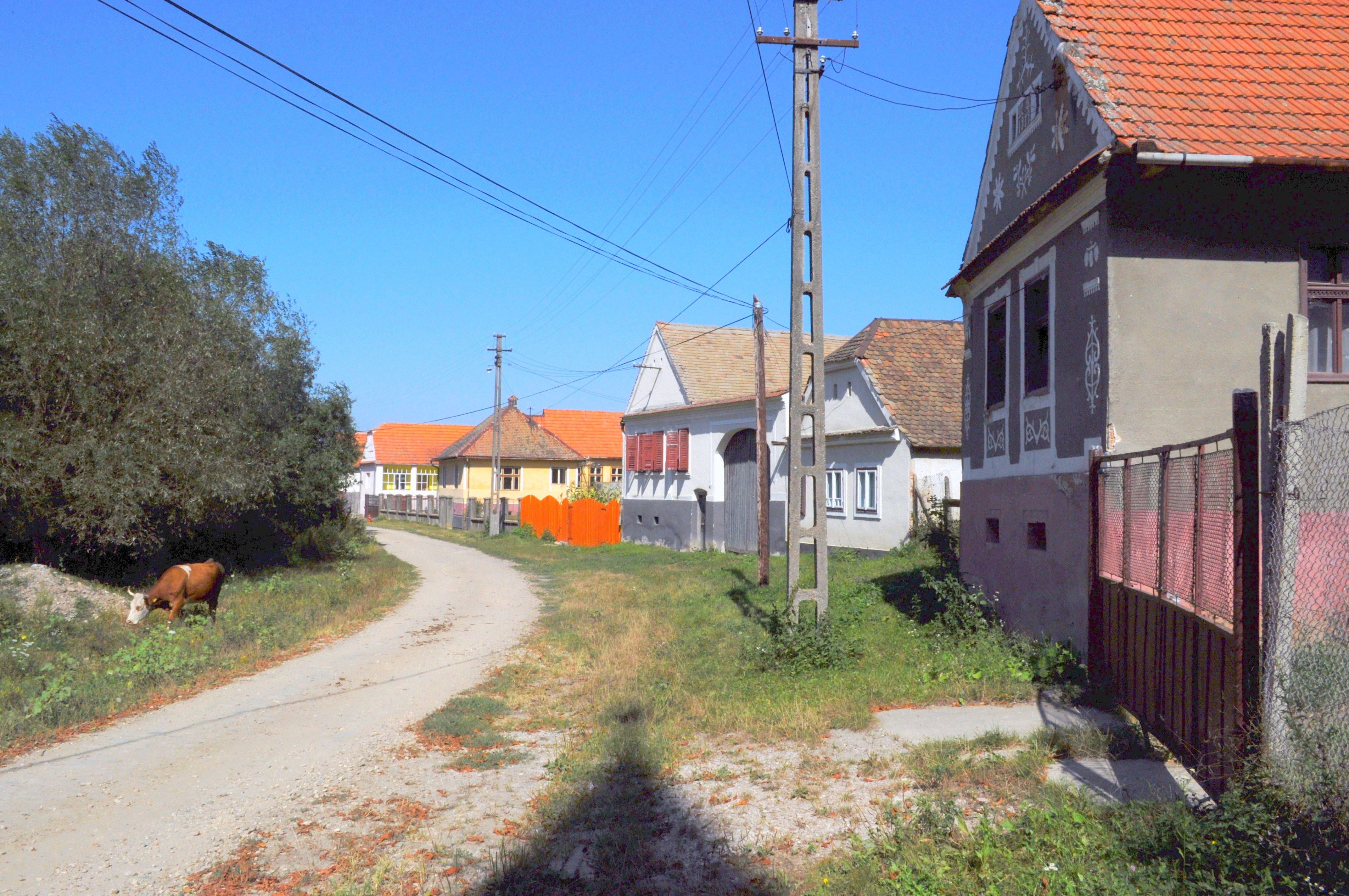
Ungurei
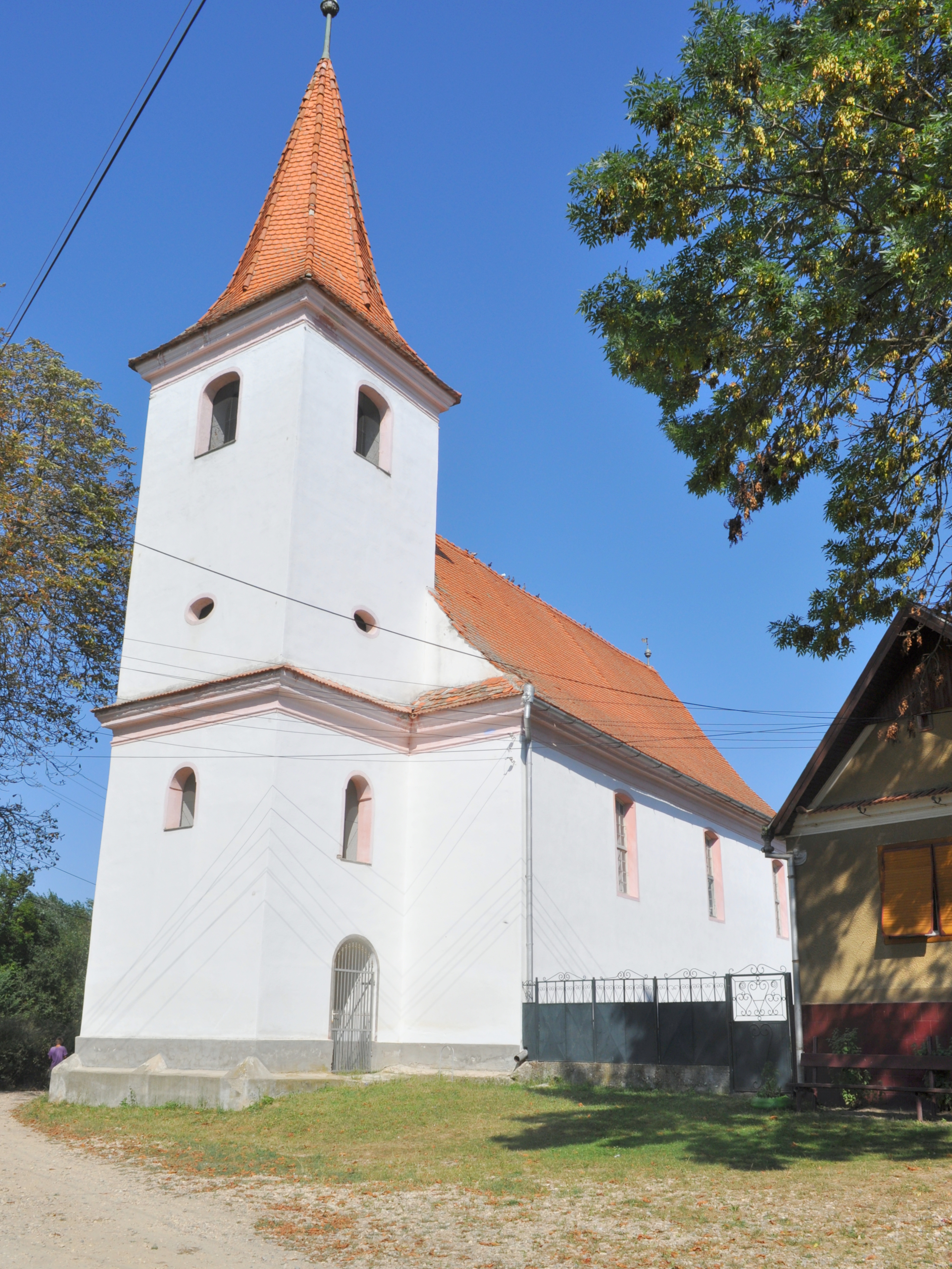
Biserica luterană
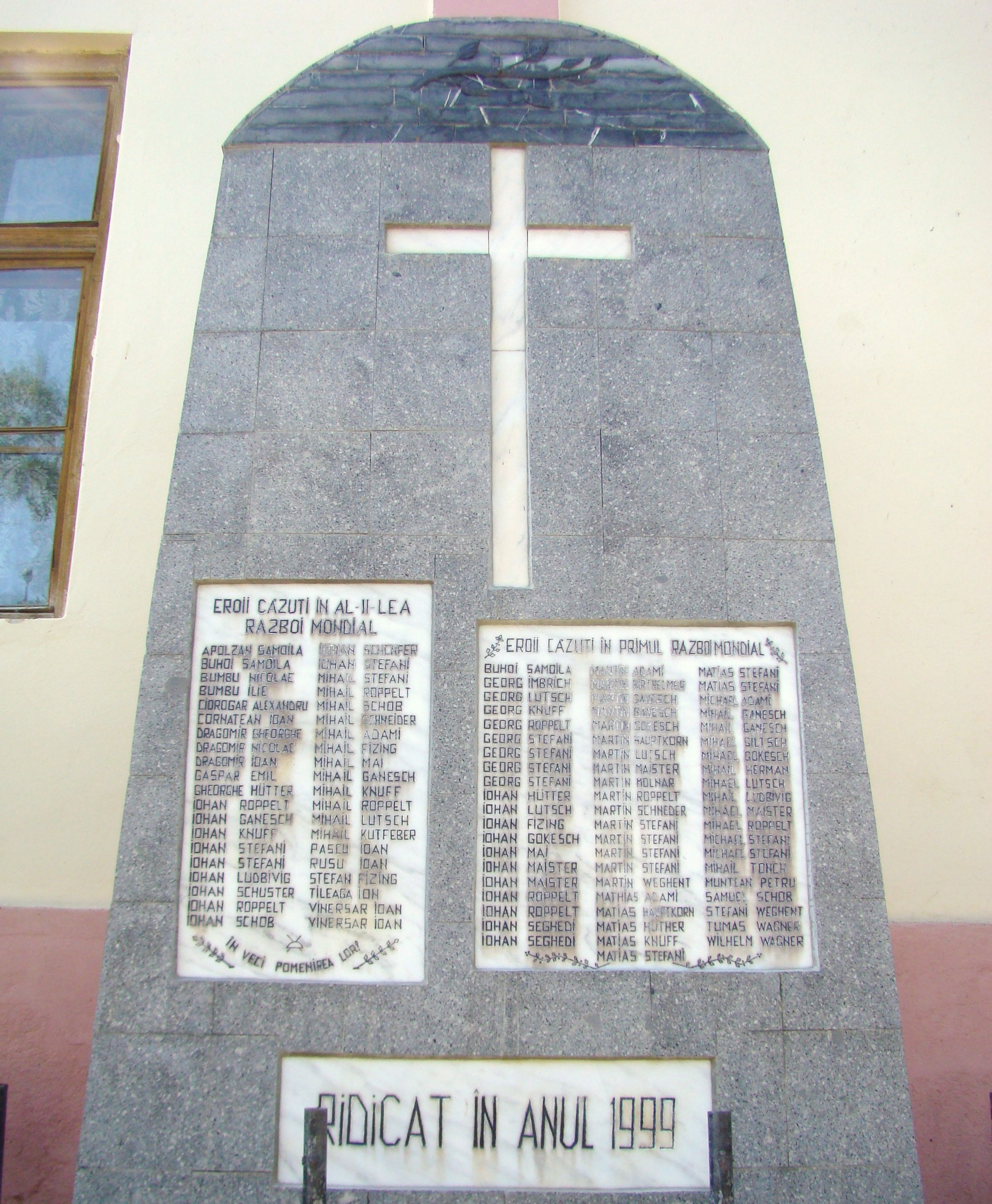
Monumentul eroilor
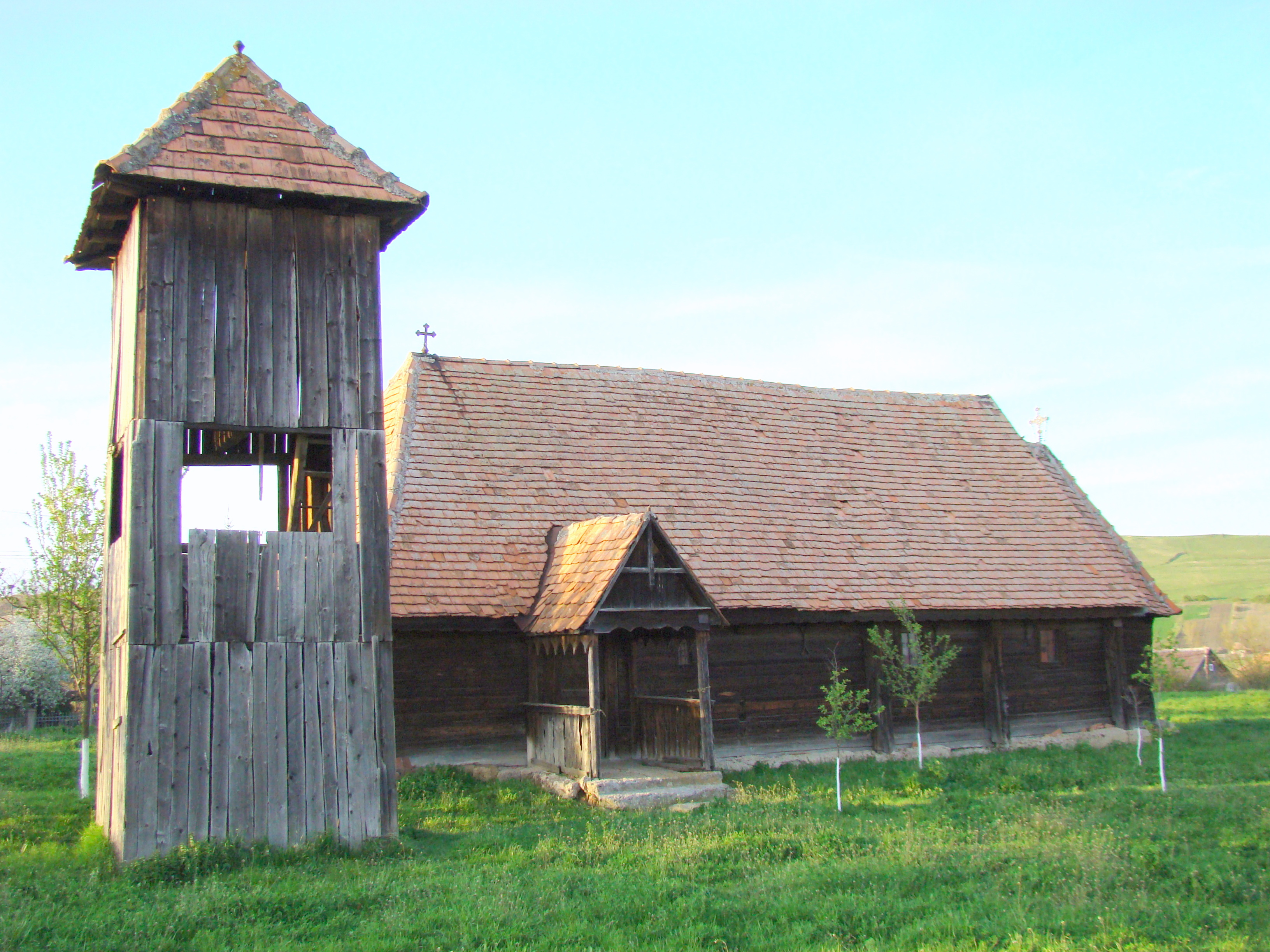
Biserica de lemn din satul Tău (monument istoric)